# Lobiranje
Lobiranje je proces vplivanja interesnih skupin in/oz. civilne družbe na odločevalce. Proces lobiranja je tisti del vplivanja na odločevalce, ki se odvija med lobistom in odločevalcem, poteka izven formalnega zakonodajnega procesa v ožjem smislu ter je lahko zavestno v večji ali manjši meri manj ali celo neviden v očeh javnosti. Poseben pomen ima lobiranje v okviru nastajanja evropske (EU) zakonodaje, kjer v določeni meri tudi reguliran, četudi je v javnosti pogosto tarča kritike in celo sodne obravnave, kadar so očitno prekoračene vidne meje etičnega delovanja politikov in uradnikov. 
Vplivanje prek medijev, javnih pisem, govorov na javnih prireditvah torej ni del procesa lobiranja. Civilna družba je v tem kontekstu mišljena kot del laične javnosti, ki nima atributa odločevalca. To so torej pravne in fizične osebe, katerih interesi niso enaki interesom odločevalcev samih.
Demokratičen proces je zato, ker je temelj demokracije nujnost vpliva državljanov na tiste, ki so jim poverili nalogo odločanja (odločevalci) v skupnem imenu. Suverenost odločanja ni omejena samo z občasnimi volitvami, ampak tudi s pravico neposrednega uveljavljanja interesov.
Lobiramo lahko vse odločevalce na vseh ravneh odločanja, razen sodne veje oblasti. Vsekakor so znatne razlike glede finančnih resurs lobistov industrije, mednarodne civilne družbe in lokalnih interesnih skupin (civilne družbe v najožjem smislu).
Lobiranje lahko ureja poseben zakon, lahko pa tudi ne. V Sloveniji lobiranje ureja Zakon o integriteti in preprečevanju korupcije. Register lobistov v Sloveniji od 5. decembra 2010 dalje vodi Komisija za preprečevanje korupcije. Ker je lobiranje tako elementrani del vsake demokracije, ima tudi preprost etični kodeks. Kodeks so leta 1996 podpisali predstavniki lobistov in Evropske unije.